# Стерлинг (Небраска)
Стерлинг (енгл. Sterling) град је у америчкој савезној држави Небраска.

## Демографија
По попису из 2010. године број становника је 476, што је 31 (-6,1%) становника мање него 2000. године.
| Група             | 2000.       | 2010.       |
| Белци             | 495 (97,6%) | 468 (98,3%) |
| Афроамериканци    | 0 (0,0%)    | 0 (0,0%)    |
| Азијати           | 0 (0,0%)    | 0 (0,0%)    |
| Хиспаноамериканци | 6 (1,2%)    | 8 (1,7%)    |
| Укупно            | 507         | 476         |